# Idaea macilentaria
Idaea macilentaria är en fjärilsart som beskrevs av Herrich-Schäffer 1846. Idaea macilentaria ingår i släktet Idaea och familjen mätare. Inga underarter finns listade i Catalogue of Life.